# Äthiopische Volleyballnationalmannschaft der Männer
Die äthiopische Volleyballnationalmannschaft der Männer ist die Auswahl äthiopischer Volleyballspieler, welche die Ethiopian Volleyball Federation (EVBF) auf internationaler Ebene, beispielsweise in Freundschaftsspielen gegen die Auswahlmannschaften anderer nationaler Verbände, aber auch bei internationalen Wettbewerben repräsentiert. 1955 trat der nationale Verband dem Weltverband Fédération Internationale de Volleyball (FIVB) bei. Im Oktober 2021 wurde die Mannschaft auf dem 51. Platz der kontinentalen Rangliste geführt.

## Internationale Wettbewerbe

### Äthiopien bei Weltmeisterschaften
Die Mannschaft konnte sich bisher nicht für eine Weltmeisterschaft qualifizieren.

### Äthiopien bei Olympischen Spielen
Bisher gelang es der Mannschaft nicht, sich für die olympischen Wettbewerbe zu qualifizieren.

### Äthiopien bei Afrikameisterschaften
Die Mannschaft nahm bisher einmal an der Afrikameisterschaft teil und erreichte im Jahr 2021 den 15. Platz.

### Äthiopien bei den Afrikaspielen
Äthiopiens Volleyballnationalmannschaft der Männer nahm bisher nicht an den Wettbewerben der Afrikaspiele teil.

### Äthiopien beim World Cup
Äthiopien kann bisher keine Teilnahme am World Cup – dem Qualifikationsturnier für die Olympischen Spiele – vorweisen.

### Äthiopien in der Weltliga
Die Weltliga fand bisher ohne äthiopische Beteiligung statt.